# Пестриков, Михаил Родионович
Михаил Родионович Пестриков (1864, Калуга — 1930, Харьков) — российский и советский художник, педагог.

## Биография
Родился в Калуге, в купеческой семье. Окончил Калужское реальное училище. С 1883 по 1893 год обучался в Императорской академии художеств в Петербурге.
В 1887 г. окончил научный курс. За время учёбы награждался медалями: в 1888 г. — второй серебряной; в 1889 г. — первой и второй серебряными; в 1891 г. — первой серебряной; в 1892 г. — второй золотой за программу «Всемирный потоп».
1 ноября 1893 г. ему было присвоено звание классного художника 1 степени за программу «Грешница, обливающая слезами ноги Спасителя».
В Харькове жил с 1893 года. Работал педагогом в нескольких художественных заведениях Харькова, с 1896 года — в художественном училище, позже — в художественном и технологическом институтах. Особенностью его метода обучения была «методическая безупречность», эту технологию он отрабатывал серьёзно и продумывал все детали уроков.
Среди его известных учеников — В. Аверин, А. Дейнека, Б. Косарев, А. Лейбфрейд, Г. Цапок и др.
Член Товарищества харьковских художников, некоторое время был его председателем участвовал в выставках Товарищества.

## Творчество
Занимался монументально-декоративной и станковой живописью, создал ряд картин религиозной тематики, писал портреты. Среди его известных полотен «Усекновение главы Иоанна Предтечи» (1893).

## Память
Имя художника М. Р. Пестрикова с 2015 года носит одна из улиц Харькова.